# Pika de Muli
Ochotona muliensis
Pour les articles homonymes, voir Muli.
Espèce
Statut de conservation UICN

 DD  : Données insuffisantes
Le Pika de Muli (Ochotona muliensis) est une espèce de pikas (un petit mammifère lagomorphe) de la famille des Ochotonidae.

## Distribution
Cette espèce se rencontre jusqu'à 3 600 m d'altitude au Sichuan en Chine

## Publication originale
- Pen, Kao, Lu, Feng & Chen, 1962 : « Report on mammals from southwestern Szechwan and north-western Yunnan ». Acta Zoologica Sinica, vol. 14 Supplément, p. 105-132.